# Церковь Святого Антония (Терамо)
Церковь Святого Антония (итал. Chiesa di Sant'Antonio) — церковь в епархии Терамо-Атри Римско-католической церкви в городе Терамо, в провинции Терамо, в регионе Абруццо, в Италии.
Храм построен в XIII веке, как монастырская церковь Ордена Братьев Меньших; расположен на стыке улиц Де Микетти и Ларго Мелатино.

## История
В 1207 году при епископе Сассо за городом был признан статус автономной коммуны, что послужило началом экономического развития Терамо. В этот период в городе было построено несколько величественных зданий, среди которых палаццо епископа, монастырские церкви Святого Доминика и Святого Франциска.
Основание монастыря Святого Франциска и строительство монастырской церкви датируется 1227 годом. Обитель состояла из церкви, внутреннего дворика, трапезной и келий. В 1309 году Антонио ди Флорио возвел колокольню, а чуть позже, в 1327 году была увеличена площадь здания церкви.
В 1584 году, во время работ по обустройству обители, на территории монастыря были обнаружены бронзовые статуи, медали, колонны, мраморные полы и плиты из порфира времен Древнего Рима.
Первоначально церковь была освящена в честь Святого Франциска Ассизского, и только в первой половине XIX века была переименована в церковь Святого Антония, когда храм перешел в ведение Братства во имя Святого Антония Падуанского.

## Описание
Боковые стены церкви, поддерживаемые контрфорсами, имеют по два окна и по розе. Декоративная аркатура, разрушенная во время реконструкции в эпоху барокко, частично сохранилась на колокольне.
На фасаде сохранилась фрагментарная фреска, изображающая Святого Христофора, покровителя паломников. Горизонтальный карниз по центру фасада отделяет портал от верхней части, в которой находятся два замурованных окна. Над этими окнами находится одно большое окно, освещающее неф.
Портал вписан в арку. По сторонам портала находятся витые колонны с растительным орнаментом. На капители слева в листве изображена птица. Птицы также изображены в люнете.
Колокольня встроена в здание церкви. Над крышей храма возвышаются два верхних яруса колокольни, один меньше другого. На самом верху находятся четыре колокола.
Внутренне храм разделен на две части: большую – церковь Святого Франциска и меньшую – капеллу Святого Антония, бывшую монастырскую трапезную.
Убранство церкви Святого Франциска выдержано в стиле барокко. Боковые капеллы освящены в честь Богоматери Скорбей, Богоматери Розария, Святого Антония и Святой Люции. В последней часовне находится образ Святейшего Сердца Иисуса. Далее следует капелла Муци со статуей Вознесения Пресвятой Девы Марии и капелла Святого Франциска. По сторонам апсиды две темперы, вдохновленные историей Ветхого Завета. В центре той же апсиды находится статуя Богоматери, над которой темпера с изображением коронации Пресвятой Девы Марии.
Капелла Святого Антония (Падуанского) также выдержана в стиле барокко XVII века. Единственный неф завершается апсидой, расписанной фресками. Капелла украшена картинами и венчается большим куполом с восемью световыми окнами, в центре которого изображен Святой Антоний. По сторонам десять коринфских колонн у стен. На алтаре находится статуя Богоматери Непорочной, а в четырех углах между куполом и нефом капеллы, представлены четыре главные добродетели: справедливость, благоразумие, стойкость и воздержание. Среди картин в капелле особого внимания заслуживает работа 1792 года кисти Винченцо Бальдати, на которой Святой Антоний изображен на коленях вместе со Святым Бонавентурой из Баньореджо, богословом и Учителем Церкви, генералом ордена францисканцев, предлагающим написанный им Устав на усмотрение Богоматери Непорочной. На антресоли старый орган, созданный в 1862 году Витале Де Лука. В атриуме капеллы находится балдахин в нео-готическом стиле из позолоченного дерева, созданный в 1903 году Раффаэле де Фабритиисом.